# Chubby Johnson
Charles „Chubby“ Rutledge Johnson (* 13. August 1902 oder 1903 in Terre Haute, Indiana; † 31. Oktober 1974 in Hollywood, Kalifornien) war ein US-amerikanischer Schauspieler, der den größten Teil seiner Karriere in Westernfilmen und -serien spielte.

## Leben und Karriere
Chubby Johnson arbeitete zunächst als Fleischer, später als Journalist und Radioansager, ehe er mit über 40 Jahren zur hauptberuflichen Schauspielerei kam. Ab 1950 stand er regelmäßig vor der Kamera. Bis zum Jahr 1972 spielte Chubby Johnson in insgesamt rund 45 Filmen und über 50 Fernsehserien, wobei er hauptsächlich im Westerngenre zum Einsatz kam. Der grauhaarige, füllig aussehende Charakterdarsteller war mit seinem meist langen, zotteligen Bart eine markante Erscheinung in Nebenrollen. Er spielte vorrangig Cowboys, Rancher, Kutscher, Goldsucher oder Sheriffs – außerhalb des Westerns war er fast nie zu sehen, eine Ausnahme bildete hier der billig produzierte Science-Fiction-Film Lost Continent mit Cesar Romero.
Bei Republic Pictures war er Anfang der 1950er-Jahre kurzzeitig in ein paar Filmen als komischer Sidekick des Cowboystars Allan Lane zu sehen. In den 1950er-Jahren übernahm er Nebenrollen in zahlreichen Western mit Randolph Scott, James Stewart, Ronald Reagan, James Cagney und Tony Curtis. Johnson spielte oft exzentrische Charaktere, so als eigenwilliger Schiffskapitän Mello in Anthony Manns Meuterei am Schlangenfluß (1952) neben James Stewart oder als betrunkener Kutscher in dem Westernmusical Schwere Colts in zarter Hand (1953) an der Seite von Doris Day und Howard Keel. Neben dem Kino übernahm Johnson auch zahlreiche Rollen in Westernserien wie Bonanza, Maverick, Rauchende Colts und Temple Houston (hier in einer wiederkehrenden Nebenrolle als Concho). Seine letzte Filmrolle übernahm er 1969 als Schmied in der Westernkomödie Sam Whiskey, drei Jahre später stand er ein letztes Mal für eine Episode der Fernsehserie Bonanza vor der Kamera. 
Chubby Johnson starb 1974 in Hollywood an den Folgen einer Infektion an seinem Bein und wurde auf dem Woodlawn Cemetery in Las Vegas beigesetzt.

## Filmografie (Auswahl)
- 1950: Herr der rauhen Berge (Rocky Mountain)
- 1950: Revolverlady (Frenchie)
- 1951: Das letzte Fort (Fort Worth)
- 1951: Jules Verne – Die Reise zur geheimnisvollen Insel (Lost Continent)
- 1951: Karawane der Frauen (Westward the Women)
- 1952: Meuterei am Schlangenfluß (Bend of the River)
- 1952: Der Schatz im Canyon (The Treasure of Lost Canyon)
- 1952: Zwölf Uhr mittags (High Noon)
- 1953: Dürstende Lippen (Last of the Comanches)
- 1953: Mündungsfeuer (Gunsmoke)
- 1953: Die Hand am Colt (Law and Order)
- 1953: Schwere Colts in zarter Hand (Calamity Jane)
- 1953: Allen Gefahren zum Trotz (Back to God’s Country)
- 1954: Über den Todespaß (The Far Country)
- 1954: Immer jagte er Blondinen (The Human Jungle)
- 1954: Königin der Berge (Cattle Queen of Montana)
- 1955: Die Stadt der toten Seelen (Rage at Dawn)
- 1955: Todesfaust (Tennessee’s Partner)
- 1956: Mein Wille ist Gesetz (Tribute to a Bad Man)
- 1956: Vom Teufel verführt (The Rawhide Years)
- 1956: Die erste Kugel trifft (The Fastest Gun Alive)
- 1956: Der Held von Texas (The First Texan)
- 1956: Gangsterbrut (The Young Guns)
- 1957: Rächer der Enterbten (The True Story of Jesse James)
- 1957: Flucht nach Mexiko (The River’s Edge)
- 1957: Corky und der Zirkus (Circus Boy, Fernsehserie, 1 Folge)
- 1957: Arizona-Express (Gunfire at Indian Gap)
- 1957–1960: Sugarfoot (Fernsehserie, 3 Folgen)
- 1957–1961: Maverick (Fernsehserie, 8 Folgen)
- 1959: Bronco (Fernsehserie, 1 Folge)
- 1960–1962: Westlich von Santa Fé (Westlich von Santa Fe, Fernsehserie, 3 Folgen)
- 1961: Am Fuß der blauen Berge (Laramie, Fernsehserie, 1 Folge)
- 1961: Der zweite Mann (The Deputy, Fernsehserie, 1 Folge)
- 1961–1962: Dennis, Geschichten eines Lausbuben (Dennis the Menace, Fernsehserie, 3 Folgen)
- 1962–1972: Bonanza (Fernsehserie, 8 Folgen)
- 1963: Tausend Meilen Staub (Rawhide, Fernsehserie, 1 Folge)
- 1963: Rufmord (Twilight of Honor)
- 1963–1964: Temple Houston (Fernsehserie, 5 Folgen)
- 1963–1969: Rauchende Colts (Gunsmoke, Fernsehserie, 4 Folgen)
- 1964: Der mysteriöse Dr. Lao (7 Faces of Dr. Lao)
- 1964/1965: Daniel Boone (Fernsehserie, 2 Folgen)
- 1965: Lassie (Fernsehserie, 1 Folge)
- 1965: Big Valley (The Big Valley, Fernsehserie, 1 Folge)
- 1966: Tammy, das Mädchen vom Hausboot (Tammy, Fernsehserie, 1 Folge)
- 1966: Cyborg 2087
- 1967: Bullwhip Griffin oder Goldrausch in Kalifornien (The Adventures of Bullwhip Griffin)
- 1967: Verrückter wilder Westen (The Wild Wild West, Fernsehserie, 2 Folgen)
- 1968–1969: Die Spur des Jim Sonnett (The Guns of Will Sonnett, Fernsehserie, 3 Folgen)
- 1968–1969: Im Wilden Westen (Death Valley Days, Fernsehserie, 4 Folgen)
- 1969: Auch ein Sheriff braucht mal Hilfe (Support Your Local Sheriff!) (Szenen herausgeschnitten)
- 1969: Sam Whiskey